# Daniel Schlereth
Daniel Robert Schlereth (né le 9 mai 1986 à Anchorage, Alaska, États-Unis) est un lanceur de relève gaucher des Ligues majeures de baseball.

## Carrière

### Diamondbacks de l'Arizona
Daniel Schlereth est un choix de première ronde des Diamondbacks de l'Arizona en 2008. Il est le 26e joueur sélectionné au total par une équipe des majeures cette année-là. Le lanceur de relève gaucher amorce sa carrière avec les Diamondbacks, jouant sa première partie le 29 mai 2009. Il effectue 21 sorties avec l'équipe à sa première année. Les D-Backs essaient de l'utiliser comme stoppeur, mais le jeune lanceur sabote trois occasions de sauvetage. Il mérite le 26 septembre sa première victoire au plus haut niveau, et boucle sa première saison avec un gain et quatre revers, ainsi qu'une moyenne de points mérités de 5,89 en 18 manches et un tiers lancées.
Le 9 décembre 2009, un échange à trois clubs est conclu impliquant les Diamondbacks, les Yankees de New York et les Tigers de Detroit. Sept joueurs changent d'équipe, dont Curtis Granderson, Edwin Jackson et Austin Jackson. Schlereth passe quant à lui aux Tigers de Detroit.

### Tigers de Detroit
Partageant la saison 2010 entre les rangs mineurs et les Ligues majeures, Daniel Schlereth fait bien chez les Tigers. Il lance 18 manches et deux tiers en 18 sorties au monticule, pour une belle moyenne de points mérités de 2,89. Le gaucher est de plus crédité de deux victoires, sans aucune défaite.
En 2011, il lance 49 manches en 49 sorties en relève et affiche une moyenne de points mérités de 3,49. Il fait ses débuts en séries éliminatoires mais n'est guère impressionnant avec trois points mérités accordés en une manche et deux tiers pour une moyenne de 16,20 dans les deux rondes que disputent les Tigers avant d'être éliminés.
Après un difficile début en 2012, il passe presque toute la saison sur la liste des joueurs blessés pour une tendinite à l'épaule pour laquelle il est finalement opéré. Il ne lance que six manches en sept sorties à sa dernière année à Détroit.

### Orioles de Baltimore
Le 19 décembre 2012, il signe un contrat des ligues mineures avec les Orioles de Baltimore.

## Vie personnelle
Le père de Daniel Schlereth, Mark Schlereth, est un joueur étoile de la Ligue nationale de football ayant participé à deux Pro Bowl et remporté trois Super Bowl entre 1989 et 2000.
Mark et Daniel forment le sixième duo père-fils à avoir fait carrière l'un en MLB et l'autre dans la NFL, un groupe sélect comptant également Yogi Berra et son fils Tim ainsi que Lou Brock et Lou Brock, Jr.

## Statistiques
| Saison | Équipe  | G  | GS | CG | SHO | V | D | SV | IP   | SO | ERA  |
| ------ | ------- | -- | -- | -- | --- | - | - | -- | ---- | -- | ---- |
| 2009   | Arizona | 21 | 0  | 0  | 0   | 1 | 4 | 0  | 18.1 | 22 | 5,89 |
| 2010   | Détroit | 18 | 0  | 0  | 0   | 2 | 0 | 1  | 18.2 | 19 | 2,89 |
| Totaux | Totaux  | 39 | 0  | 0  | 0   | 3 | 4 | 1  | 37.0 | 41 | 4,38 |

Note : G = Matches joués ; GS = Matches comme lanceur partant ; CG = Matches complets ; SHO = Blanchissages ; 
V = Victoires ; D = Défaites ; SV = Sauvetages ; IP = Manches lancées ; SO = Retraits sur des prises ; ERA = Moyenne de points mérités.